# Discothyrea sexarticulata
Discothyrea sexarticulata is een mierensoort uit de onderfamilie van de Proceratiinae. De wetenschappelijke naam van de soort is voor het eerst geldig gepubliceerd in 1954 door Borgmeier.